# Okulovka
Okulovka è una città della Russia europea nordoccidentale (oblast' di Novgorod), situata nel rialto del Valdaj, sulle sponde del fiume Peretna, 140 km a est del capoluogo Velikij Novgorod; dipende amministrativamente dal distretto omonimo, del quale è capoluogo.

## Società

### Evoluzione demografica
Fonte: mojgorod.ru
- 1959: 19.000
- 1979: 19.300
- 1989: 17.200
- 2007: 13.100